# Mills Blue Rhythm Band
The Mills Blue Rhythm Band war eine US-amerikanische Jazz-Bigband der 1930er Jahre.

## Bandgeschichte

Columbia 78er der Mills Blue Rhythm Band: „Yes! Yes!“ von 1935

Die Band entstand 1930 im New Yorker Stadtteil Harlem; ihr erster Bandleader war der Saxophonist Bingie Madison. Vorübergehend nannte sich die Formation „Coconut Grove Orchestra“ und änderte den Namen in Mills Blue Rhythm Band, als Irving Mills 1931 ihr Manager wurde. Sie galt als eine der bedeutendsten Swingbands der 1930er Jahre und firmierte auch unter den Bezeichnungen „Blue Rhythm Band“, „King Carter’s Royal Flush Orchestra“, „Blue Rhythm Boys“, „Mills Music Masters“, „Harlem Hot Shots“. Kurze Zeit fungierte sie auch als Begleitgruppe von Louis Armstrong.
Ihren festen Sitz hatte die Mills Blue Rhythm Band im Cotton Club in New York. Sie spielten dort auch als Ersatz für Duke Ellingtons und Cab Calloways Orchester, wenn diese auf Tournee gingen. Der Schlagzeuger Willie Lynch leitete die Band bis 1931, dann übernahm Baron Lee die Leitung. Carroll Dickerson, Edgar Hayes, Eddie Mallory und Dave Nelson übernahmen diese Aufgabe kurzzeitig, bis Lucky Millinder ab Ende 1933 die Leitung des Orchesters wahrnahm. Zu ihren Mitgliedern zählten zu jener Zeit Henry „Red“ Allen und Harry „Sweets“ Edison (Trompete), Buster Bailey (Klarinette), Joe Garland, Castor McCord, Crawford Wethington (Tenorsaxophon), Edgar Hayes und Billy Kyle (Piano), Charlie Holmes und Tab Smith (Altsaxophon), J. C. Higginbotham (Posaune), Lawrence Lucie (Gitarre) und O’Neill Spencer (Schlagzeug).
Plattenaufnahmen entstanden erst am 4. Oktober 1934 für Columbia mit „Out Of Dream“ / „Let’s Have A Jubilee“, und bereits mit der am 5. Dezember 1934 unter Leitung von Lucky Millinder eingespielten Ellington-Komposition „(In My) Solitude“ konnte der Rang #8 der Hitparade erreicht werden. Allerdings schafften nachfolgende 78er wie „Dancing Dogs“ (#15), „Truckin’“ (#11), „Dinah Lou“ (#11), „Ride, Red, Ride“ (#9), „Merry Go-Round“ (#15) diese Platzierung nicht mehr. Ihre letzten Hits für Columbia waren ein weiteres Ellington-Stück („In a Sentimental Mood“) und im November 1936 Will Hudsons „Mr. Ghost Goes to Town“, eine Anspielung auf den damals populären Frank-Capra-Film Mr. Deeds Goes To Town.
Nach zwei Jahren verließen sie Columbia und wechselten zu dem kleinen Variety-Label, das gerade von Irving Mills gegründet worden war. Ihre erste Schallplatte hier war „Jungle Madness“ / „Blue Rhythm Fantasy“, aufgenommen am 11. Februar 1937. Aus dieser ersten Session stammte auch die nächste Single, tituliert als Lucky Millinder & Mills Blue Rhythm Band. Letzte Aufnahmesession hier war am 1. Juli 1937.
Die Band nahm insgesamt 150 Plattenseiten auf, doch durch das Fehlen regulärer Solisten gelang es der Formation nie, eine wirklich klare Identität und personelle Konsistenz als Jazzband zu entwickeln.
Im Jahr 1938 löste sich die Gruppe auf. Millinder übernahm zunächst die Band von Bill Doggett, bis er 1940 sein eigenes Orchester gründete.

## Diskografie (in Klammern Aufnahmedatum)
Columbia
- Out Of Dream / Let’s Have A Jubilee (Columbia 2963-D), 4. Oktober 1934
- Solitude / Keep the Rhythm Going (Columbia 2994-D), 5. Dezember 1934
- Spitfire / Back Beats (Columbia 3020-D), 25. Januar 1935
- Dancing Dogs / Brown Sugar Mine (Columbia 3044-D), 5. Dezember 1934 / 25. Januar 1935
- Harlem Heat / There’s Rhythm in Harlem (Columbia 3071-D), 2. / 9. Juli 1935
- Truckin’ / Cotton (Columbia 3078-D), 1. August 1935
- Dinah Lou / Waiting in the Garden (Columbia 3083-D), 1. August 1935
- Ride, Red, Ride / Congo Caravan (Columbia 3087-D), 19. Dezember 1934 / 9. Juli 1935
- Broken Dreams of You / Yes! Yes! (Columbia 3111-D), 20. Dezember 1935
- Merry-Go-Round / Until the Real Thing Comes Along (Columbia 3147-D), 11. August 1936
- In a Sentimental Mood / Carry Me Back to Green Pastures (Columbia 3148-D), 11. August 1936
- Barrelhouse / Balloonacy (Columbia 3156-D), 15. Oktober 1936
- The Moon Is Grinning at Me / Showboat Shuffle (Columbia 3157-D), 15. Oktober 1936
- Mr. Ghost Goes to Town / Algiers Stomp (Columbia 3158-D), 20. November 1936
- Callin’ Your Bluff / Big John’s Special (Columbia 3162-D), 20. November 1936

Variety
- Jungle Madness / Blue Rhythm Fantasy, (Variety 503), 11. Februar 1937
- Prelude To A Stomp / Rhythm Jam (Variety 546), 11. Februar 1937
- The Image of You / Lucky Swing (Variety 604), 1. Juli 1937 / 28. April 1937
- Medley: Camp Meeting Jamboree / When Irish Eyes Are Smiling (Variety 624), 1. Juli 1937
- Let’s Get Together / Jackpot (Variety 634), 28. April 1937 / 1. Juli 1937